# Льодовиковий стіл

Льодовиковий стіл

Льодовиковий стіл (рос. ледниковый стол, англ. glacier table; нім. Gletschertisch m) — утворення, яке зустрічається в області абляції льодовиків. Велика, часто плитоподібна брила гірської породи, яка лежить на конічній підставці з льоду. Утворюється завдяки захисту брилою гірської породи льоду від дії прямої сонячної радіації, внаслідок чого танення під нею проходить повільніше, ніж на відкритій поверхні льодовика.